# Teofil Koruba

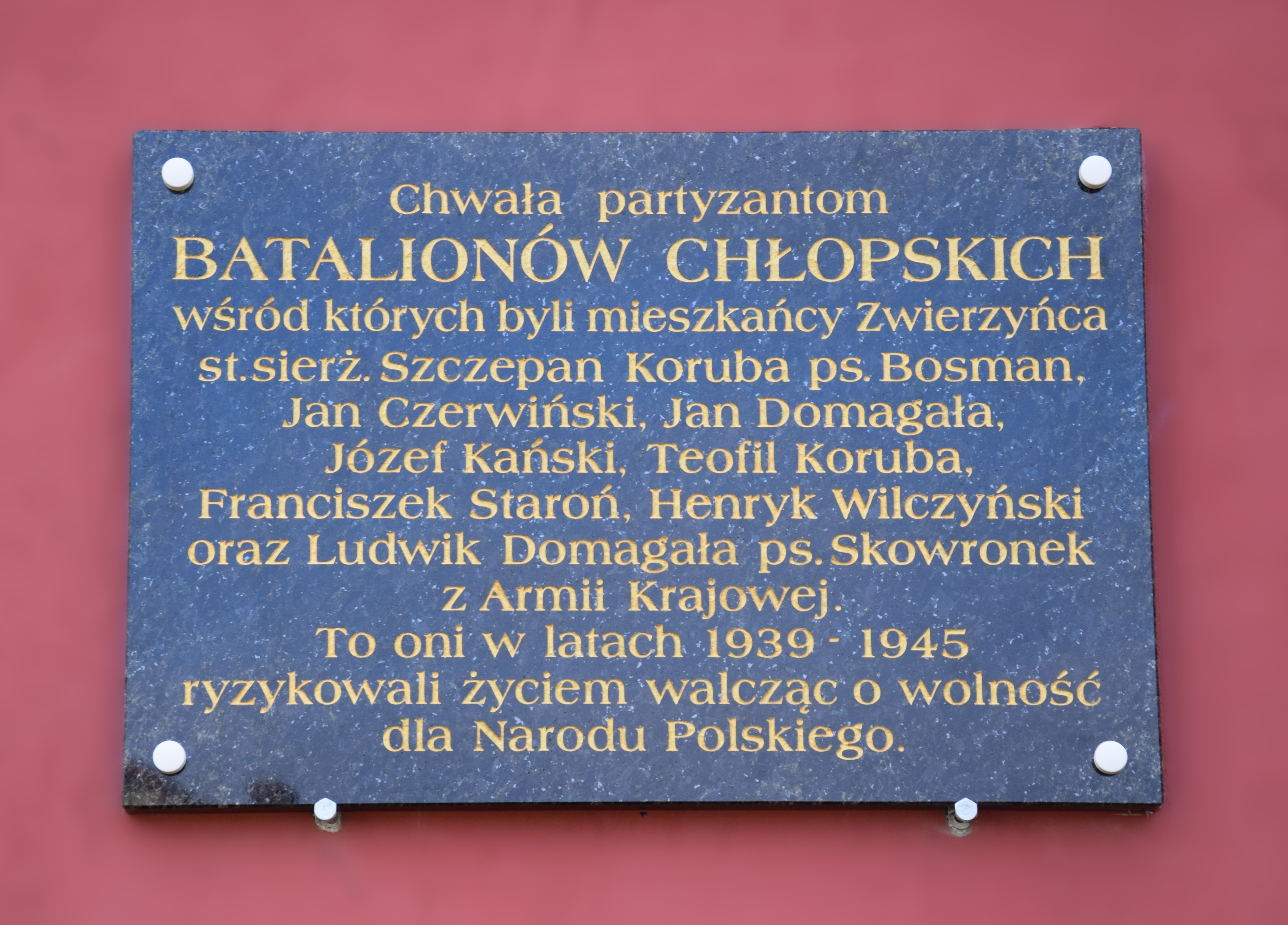
Tablica upamiętniająca m.in. Teofila Korubę, umieszczona w Zwierzyńcu przez mieszkańców w 2024

Teofil Koruba, (ur. 31 marca 1896 w Zwierzyńcu, zm. 14 czerwca 1951 w Zwierzyńcu) – polski działacz ruchu ludowego, weteran wojny polsko-radzieckiej oraz II wojny światowej, jeden z uczestników ataku na niemieckie więzienie w Pińczowie.

## Życiorys
Urodził się w wielodzietnej rodzinie chłopskiej w Zwierzyńcu. Jego rodzice Wawrzyniec Koruba i Anna Bąk prowadzili gospodarstwo rolne o powierzchni 21 morgów i 184 pręty. W związku z wybuchem wojny polsko-radzieckiej wstąpił w szeregi Wojska Polskiego. Według dowódców był bardzo dobrym żołnierzem. Dzięki niemu została zdobyta wieś Wyszewicze za co został odznaczony Krzyżem Walecznych.
Po zakończeniu wojny pracował na utrzymanie rodziny jako rolnik i cieśla. W czasie okupacji niemieckiej wstąpił do Batalionów Chłopskich organizowanych w Zwierzyńcu przez Szczepana Korubę. W swoim gospodarstwie przechowywał m.in. broń dla placówki BCh. Brał również udział 13 lipca 1944 w rozbiciu niemieckiego więzienia w Pińczowie. Teofil Koruba zmarł 14 czerwca 1951 i został pochowany na cmentarzu w Szańcu.
W 2024 umieszczono w Zwierzyńcu tablicę marmurową poświęconą m.in. Teofilowi Korubie o treści: Chwała partyzantom BATALIONÓW CHŁOPSKICH wśród których byli mieszkańcy Zwierzyńca st.starż. Szczepan Koruba ps. Bosman, Jan Czerwiński, Jan Domagała, Józef Kański, Teofil Koruba, Franciszek Staroń, Henryk Wilczyński oraz Ludwik Domagała ps. Skowronek z Armii Krajowej.To oni w latach 1939-1945 ryzykowali życiem walcząc o wolność dla Narodu Polskiego. 